# Kísértetkastély (film, 2023)
A Kísértetkastély (eredeti cím: Haunted Mansion) 2023-ban bemutatott amerikai természetfeletti horrorfilm-vígjáték, amelyet Katie Dippold forgatókönyvéből Justin Simien rendezett. A főbb szerepekben LaKeith Stanfield, Tiffany Haddish, Owen Wilson, Danny DeVito, Rosario Dawson, Dan Levy, Jamie Lee Curtis és Jared Leto látható. 
A Walt Disney Pictures és a Rideback által gyártott film a Walt Disney Pictures szórakoztatóparki attrakciójának, a The Haunted Mansionnek a második filmes adaptációja, a 2003-as Elvarázsolt kastély után.
Világpremierje 2023. július 15-én volt Disneylandben. Az Amerikai Egyesült Államokban július 28-án mutatta be a Walt Disney Studios Motion Pictures, Magyarországon július 27-én jelent meg a Fórum Hungary forgalmazásában. Általánosságban vegyes véleményeket kapott a kritikusoktól, világszerte 35 millió dolláros bevételt ért el.

## Cselekmény
Gabbie egyedülálló anya úgy dönt, hogy kilencéves fiával, Travisszel új életet kezd New Orleansban. Talál egy szokatlanul kedvező áron megvásárolható kastélyt, ahol sok furcsa dolog történik. Gabbie ekkor felhívja Kent atyát. Úgy dönt, összeállít egy csapatot, amelynek tagjai Ben Matthias, a paranormális jelenségek szakértője, Bruce, a történelemtanár és Harriet, egy médium a francia óvárosból.

## Szereplők
| Színész           | Szerep            | Magyar hang     |
| ----------------- | ----------------- | --------------- |
| Chase W. Dillon   | Travis            | Tóth Csanád     |
| LaKeith Stanfield | Ben Matthias      | Szabó Máté      |
| Tiffany Haddish   | Harriet           | Tarr Judit      |
| Owen Wilson       | Kent atya         | Crespo Rodrigo  |
| Danny DeVito      | Bruce Davis       | Forgács Gábor   |
| Rosario Dawson    | Gabbie            | Pikali Gerda    |
| Jamie Lee Curtis  | Madame Leota      | Kovács Nóra     |
| Jared Leto        | Alistair Crump    | Csőre Gábor     |
| Winona Ryder      | Pat               | Zsigmond Tamara |
| Dan Levy          | Vic               | Rada Bálint     |
| Hasan Minhaj      | fantomkép-rajzoló | Czető Roland    |
| Charity Jordan    | Alyssa            | Dobó Enikő      |

## A film készítése
A forgatás 2021. október 4-étől 2022. február végéig tartott a louisianai New Orleansban és a georgiai Atlantában. A gyártás a Trilith stúdióban is zajlott. A vizuális effektekért a DNEG és az Industrial Light & Magic felelt.
Tiffany Haddish, LaKeith Stanfield, Owen Wilson, Rosario Dawson és Danny DeVito egyaránt szerepet kapott a filmben. 2022 júliusában Jamie Lee Curtis és Jared Leto csatlakozott a stábhoz. A 2022-es D23 Expo bemutatóján kiderült, hogy Winona Ryder, Dan Levy és Hasan Minhaj is szerepel a filmben.
Kris Bowers szerezte a film zenéjét. A Bowers zenéjét tartalmazó filmzenealbum július 26-án jelent meg a Walt Disney Records kiadásában, két nappal a film bemutatója előtt.

## Bemutató
A Kísértetkastély világpremierje 2023. július 15-én volt a kaliforniai Anaheimben található Disneylandben. A 2023-as SAG-AFTRA sztrájk miatt a film szereplői nem tudtak részt venni a premieren. Ehelyett a park Disney-figurái, köztük Mickey egér, Minnie egér és olyan Disney-gonoszok, mint Demóna, Szörnyella de Frász és a Gonosz királynő vonultak végig a vörös szőnyegen. Az Egyesült Államokban július 28-án került a mozikba 4DX és Dolby Cinema formátumban. Korábban 2023. március 10-re, majd 2023. augusztus 11-re tervezték.
A film megjelenése előtt a szereplők feltűntek a Celebrity Family Feud című vetélkedőben.

## Fordítás
- Ez a szócikk részben vagy egészben  a   Haunted Mansion (2023 film) című angol Wikipédia-szócikk fordításán alapul.  Az eredeti cikk szerkesztőit annak laptörténete sorolja fel. Ez a jelzés csupán a megfogalmazás eredetét és a szerzői jogokat jelzi, nem szolgál a cikkben szereplő információk forrásmegjelöléseként.